# Europese bulvleermuis
De Europese bulvleermuis (Tadarida teniotis) is een vleermuis behorende tot de familie van bulvleermuizen (Molossidae).

## Kenmerken
Het dier kan 81 tot 92 millimeter lang worden en 25 tot 50 gram zwaar. De onderarm is tussen de 57 en de 64 mm lang, waarvan circa de helft voor de bevestiging van de vlieghuid dient. De spanwijdte is gemiddeld 41 centimeter. Hij heeft een korte, zachte vacht. De bovenzijde is zwartgrijs tot rookgrijs van kleur, met een bruine glans. De onderzijde is lichter van kleur. De neus, oren en vleugels zijn zwartgrijs. De oren zijn breed en groot en zijn naar voren gericht, voorbij de ogen. Ook de snuit is lang. De bovenlip is geplooid, er zitten vijf plooien in. Zoals alle bulvleermuizen is er geen neusblad aanwezig. De tragus, een bot in het oor, is vierkant. De Europese bulvleermuis heeft korte, sterke poten, waarmee hij goed kan lopen en kruipen. Hij heeft een sterke geur, die zich laat beschrijven als een mengsel tussen lavendel en muskus.

## Leefwijze
De Europese bulvleermuis is een nachtdier. Een enkele keer vliegen ze ook vroeg in de schemering uit, maar meestal komen ze pas na zonsondergang tevoorschijn. De vlucht van de bulvleermuis is snel, recht en hoog. Hij jaagt in de open lucht, of cirkelend boven het water. Zijn voornaamste voedsel zijn vliegende insecten, vooral vlinders, maar ook tweevleugeligen worden gegrepen.
Ze verblijven in rotsspleten, 's winters ook in grotten. Regelmatig onderbreekt de Europese bulvleermuis de winterslaap om te jagen.

## Voortplanting
De kraamkamers bevinden zich in rotsspleten en in gebouwen. Meestal leven ze in kleine kolonies.
De bulvleermuis krijgt één jong, dat na zes tot zeven weken onafhankelijk is. Juveniele dieren zijn grijzer dan volwassen dieren. Vrouwtjes worden in het eerste jaar geslachtsrijp. De Europese bulvleermuis wordt maximaal 10 jaar oud.

## Verspreiding en leefgebied
Bulvleermuizen komen algemeen voor in Zuid-Europa. Ook komen ze voor in de mediterrane kust van Marokko, Algerije en Egypte, de Canarische Eilanden, en vanaf Klein-Azië oostwaarts tot Afghanistan en de Himalaya. Ook leven ze in Oost-China, Korea en Japan. Er is een geïsoleerde populatie op het Indonesische eiland Flores. Ze leven voornamelijk in gebergten met hoge kliffen en rotswanden en in ravijnen, in steden, in oude gebouwen als torens. In Zwitserland zijn ze tot 1920 meter hoogte aangetroffen.